# 19383 Rolling Stones
A 19383 Rolling Stones (ideiglenes jelöléssel 1998 BZ32) a Naprendszer kisbolygóövében található aszteroida. Az ODAS-projekt keretében fedezték fel 1998. január 29-én.
Nevét a The Rolling Stones brit rockegyüttes után kapta.